# Festuca saximontana
Festuca frederikseniae — багаторічна трав'яниста рослина родини тонконогові (Poaceae), поширена у північній частині Північної Америки.

## Опис
Трава, що утворює тісні грудки. Стебла стрункі, довжиною 20–40 см, міжвузлова частина дистально гладка. Лігули тупі. Листові пластини скручені, довжиною 3–10 см, шириною 0.5 мм; жилкування виразне. Суцвіття — волоть. Волоть лінійна, 4–10 см довжиною. Колоски поодинокі; родючі — з квітоніжками. Родючі колоски містять 4–6 родючих квіточок зі зменшеними квіточками на вершині. Колоски довгасті, стиснуті з боків, довжиною 9–15 мм, розпадаються при зрілості. Колоскові луски стійкі, подібні. Нижня колоскова луска ланцетна, довжиною 2 мм, 0.66 довжини верхньої колоскової луски, без кіля, 1-жильна, верхівка гостра. Верхня колоскова луска 3.5 мм довжиною, 3-жильна, без кіля, верхівка гостра. Родюча лема ланцетна, 3–5 мм довжиною, без кіля; 5-жильна, верхівка гостра. Пиляків 3; 2.5 мм довжиною.

## Поширення
Північна Америка: пд.-зх. Ґренландія, Канада, США.